# Stanisław Słonka
Stanisław Słonka (ur. 28 listopada 1898 w Jeleśni, zm. 5 lipca 1975 w Żywcu) – ksiądz, prałat, katecheta, kapelan Armii Krajowej, proboszcz i budowniczy Kościoła św. Floriana w Żywcu.

## Życiorys
Urodził się w rodzinie chłopskiej. Jego rodzice to Andrzej i Karolina z domu Dybek. Ukończył szkołę podstawową w Jeleśni, a następnie Gimnazjum im. Marcina Wadowity w Wadowicach. Walczył w wojsku austriackim podczas I wojny światowej w latach 1916–1917. Później wstąpił do Arcybiskupiego Seminarium Duchownego w Krakowie. Święcenia kapłańskie otrzymał 21 grudnia 1922 roku. Pierwszą jego placówką duszpasterską była Parafia Przemienienia Pańskiego w Paszkówce, która do 1966 roku nosiła nazwę Pobiedr. Pracował tam jako wikariusz od 1 sierpnia 1923 roku do 13 sierpnia 1925 roku. Następnie pracował jako wikary w Poroninie od 14 sierpnia 1925 roku do 31 marca 1931 roku. Od 18 kwienia 1927 roku do roku 1929 pełnił funkcję przewodniczącego Związku Podhalan Oddziału Poronin.
1 kwietnia 1931 przeprowadził się do Zabłocia, gdzie został katechetą w szkole podstawowej i w Publicznej Szkole Zawodowo Dokształcającej. Po ośmiu latach pracy został wikariuszem w parafii.
Począwszy od 1937 roku, nadzorował budowę nowego kościoła – Kościoła św. Floriana w Żywcu-Zabłociu.

### II Wojna Światowa
W czasie okupacji Żywiec i jego okolice wcielone zostały do Rzeszy. Ludność polska była masowo wysiedlana w ramach akcji Saybusch. Słonka został członkiem dowództwa Armii Krajowej na okręg żywiecki. Włączył się w działalność konspiracyjną. W listopadzie 1939 roku zaprzysiężony w skład Tajnej Organizacji Wojskowej (później Armii Krajowej) pod pseudonimem „Stasiak”. Odpowiadał m.in. za sprawy finansowe, łączność, rozprowadzał pieniądze, koordynował pomoc dla więźniów obozów koncentracyjnych. Pełnił posługę kapelana. W wyniku zdrady jednego z oficerów podziemia został zdekonspirowany i znalazł się pod obserwacją gestapo. W lutym 1942 roku Stanisław Słonka wstąpił do Związku Walki Zbrojnej (ZWZ), przyjmując pseudonim „Andrzej Stasiak”. W styczniu 1943 roku, ostrzeżony przed grożącym mu aresztowaniem, opuścił parafię i ukrywał się do 31 marca 1945 roku. Przebywał w diecezji sandomierskiej (parafia w Szczeglicach) pod przybranym nazwiskiem Władysław Wolny.

### Po wojnie
Po wojnie wrócił do Zabłocia, gdzie mieszkał już do końca swojego życia.
Jako wikariusz podjął normalne obowiązki duszpasterskie. 29 czerwca 1948 roku został mianowany administratorem parafii w Zabłociu, następnie był proboszczem nowej parafii.
Ujawnił swoją działalność w Armii Krajowej, ale pomimo tego był przez Urząd Bezpieczeństwa inwigilowany, zastraszany, oskarżany za wrogi stosunek do Polski Ludowej. Zgromadzone w latach 1945–1948 materiały: „(...) niezbicie świadczyły, że ksiądz Słonka jest zdecydowanym wrogiem, prowadzącym wrogą robotę”. 20 października 1950 roku został zatrzymany przez Powiatowy Urząd Bezpieczeństwa Publicznego, jednak nie przyznał się do stawianych zarzutów. Osadzony został najpierw w więzieniu śledczym w Żywcu, a od 2 grudnia 1950 roku w Krakowie, przy placu Inwalidów. Po 4 miesiącach został uniewinniony i uwolniony (według UB został zwolniony z więzienia 24 lutego 1951 roku, natomiast według relacji ks. Słonki, 28 lutego 1951 roku). Nadal jednak był obserwowany. W tym czasie wciąż nadzorował budowę i wyposażanie nowego kościoła.
W 1965 roku otrzymał godność szambelana papieskiego (prałata).
Współpracował z Wydawnictwem Duszpastersko-Charytatywnym dla dekanatu Żywiec-Południe i Północ, od 1968 roku był wicedziekanem, a od roku 1970 dziekanem dekanatu Żywiec Południe.
Zmarł 5 lipca 1975 roku. Pochowany został 8 lipca 1975 na cmentarzu w Zabłociu, którego był założycielem. W jego pogrzebie wzięło udział około 10 tysięcy osób.

## Upamiętnienie
Pod chórem w Kościele św. Floriana wmurowano kamienną tablicę upamiętniającą jego osobę.
Na jego cześć nazwano jedną z ulic na Zabłociu: ulica Księdza Prałata Stanisława Słonki.